# Motocross Madness
Motocross Madness ist eine Motocross-Videospielreihe und gehört zur Madness-Reihe von Microsoft.

## Veröffentlichte Titel

### Motocross Madness
Der erste Titel Motocross Madness wurde von Rainbow Games entwickelt und 1998 von Microsoft Games veröffentlicht.
In den Vereinigten Staaten verkaufte sich das Spiel im Veröffentlichungsjahr 35.922 Mal. Diese Verkäufe machten in diesem Jahr einen Umsatz von 1,54 Mio. USD aus.
1998 gewann Motocross Madness die Auszeichnung „Rennspiel des Jahres“ von Computer Games Strategy Plus. Die Redaktion bezeichnete es als „vielleicht das beste Motorradrennspiel aller Zeiten“. PC Gamer US nannte Motocross Madness auch das beste Rennspiel des Jahres 1998.

### Motocross Madness 2
Der Nachfolger Motocross Madness 2 wurde ebenfalls von Rainbow Games entwickelt und 2000 von Microsoft Games veröffentlicht. Es wurde bei der Veröffentlichung positiv aufgenommen, auf GameRankings erzielte es eine Punktzahl von 86,35 %.

### Motocross Madness
Der dritte Teil, ebenfalls als Motocross Madness betitelt, wurde von Bongfish entwickelt und 2013 von Microsoft Studios für Xbox 360 veröffentlicht.